# PC (Fußballspieler)
Victor Pagliari Giro, meist nur PC (* 10. März 1994 in São Paulo) ist ein brasilianischer Fußballspieler, der aktuell beim San Antonio FC in der USL Championship unter Vertrag steht. Er wird als Außenverteidiger auf der linken Seite eingesetzt.

## Karriere
PC begann seine Karriere in der Jugend des brasilianischen Vereins Corinthians, für dessen U20-Mannschaft er 2013 debütierte.
Seinen Spitznamen erhielt er bereits hier aufgrund der Ähnlichkeit mit einem Jugendspieler namens Pablo Cesar.
Zur Primeira Liga-Saison 2013/14 wurde er in die erste portugiesische Liga zu Belenenses Lissabon verliehen, um dort Spielpraxis zu sammeln. Sein Debüt gab er am 25. September 2013 im Taça-da-Liga-Spiel gegen CD Santa Clara, das 0:0 endete.
Nach der Rückkehr zu Corinthians wurde er im Jahr 2015 erneut verliehen, diesmal an die Fort Lauderdale Strikers aus der NALS. Am 11. April 2015 gelang ihm beim 2:1-Sieg gegen Jacksonville Armada sein erstes Tor. Er wurde daraufhin in das NASL Team of the Week gewählt. Am 23. April 2015 gaben die Fort Lauderdale Strikers die feste Verpflichtung von PC bekannt, er erhielt einen langfristigen Vertrag.
Am 24. Juli 2016 wurde PC an den Ligarivalen Tampa Bay Rowdies abgegeben. In 14 Einsätzen gelangen ihm dort ein Tor und eine Vorlage. Bereits am 4. Januar 2017 wurde PC zu Orlando City transferiert. Dort folgten 16 Einsätze in der MLS und ein Tor im US Open Cup gegen den Miami United FC. Am 9. Dezember 2018 wechselte PC schließlich im Tausch für dritten Pick im MLS SuperDraft zu den Vancouver Whitecaps.
Seit seinem ablösefreien Wechsel im Januar 2020 spielt er für den San Antonio FC in der USL und ist dort mit einem Ein-Jahres-Vertrag ausgestattet.